# Paratoia

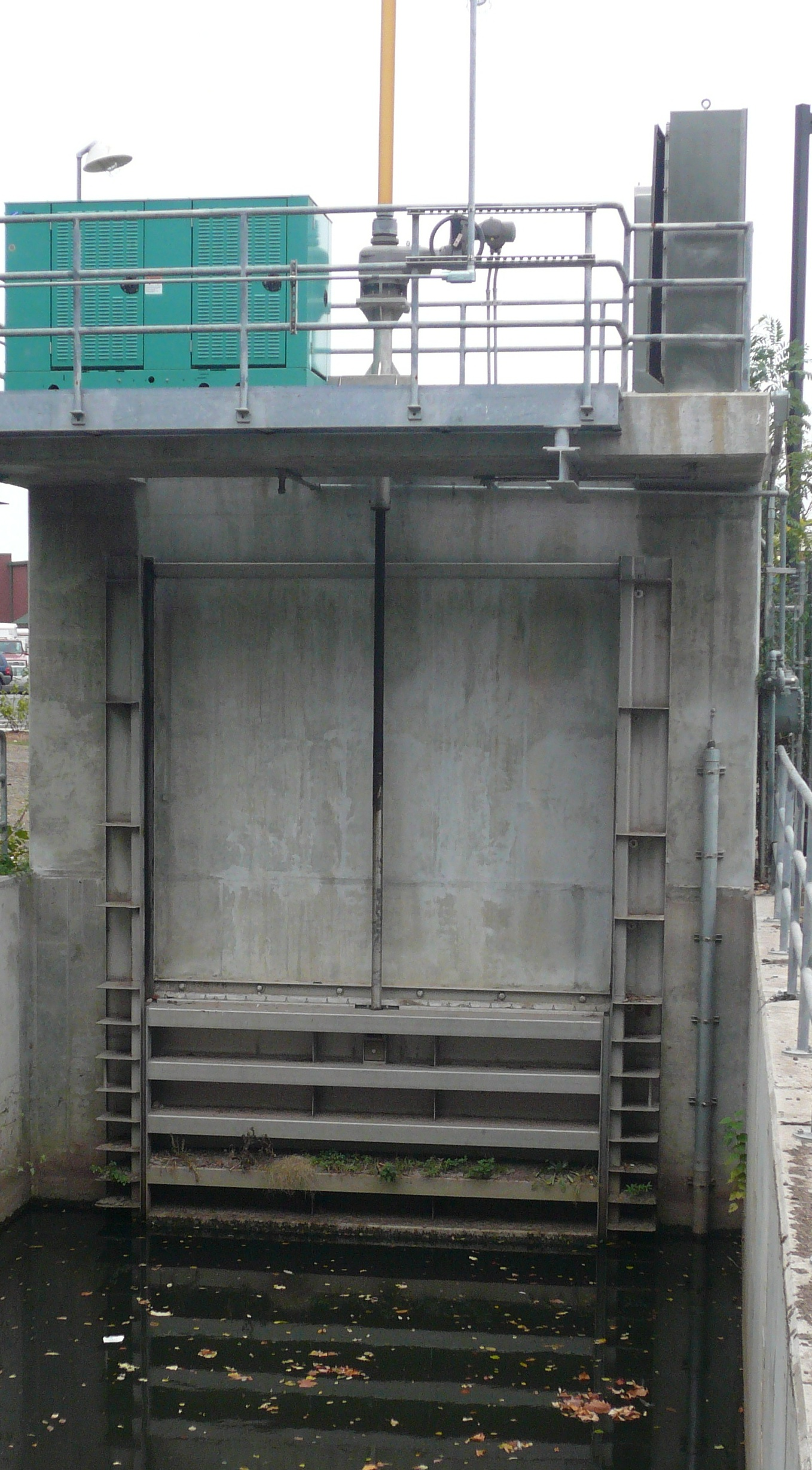
Paratoia metallica

La paratoia è un sistema regolabile di sbarramento idraulico, che viene posto su un corso d'acqua naturale o su un canale per regolarne il deflusso e quindi la portata.

## Etimologia

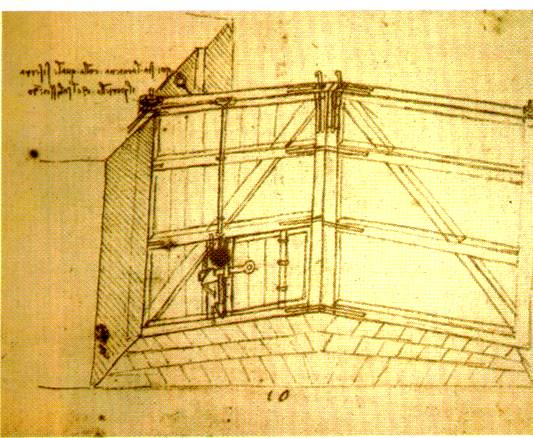
Una paratoia disegnata da Leonardo da Vinci

Il termine deriva dal verbo latino parare nella sua accezione di porre un riparo, fermare.

## Funzionamento
Le paratoie funzionano modificando l'area della sezione libera che può essere attraversata dall'acqua.
Sono costituite da una parete mobile, cioè una saracinesca o un diaframma di legno o metallo, generalmente rinforzato da costole o cantonali, che scorre sulle guide verticali di un telaio (gargami).  Può essere manovrata manualmente, con l'ausilio di manovelle, pulegge e ingranaggi demoltiplicatori, o meccanicamente, per mezzo di un motore, solitamente elettrico, e di un pistone elettroidraulico.